# Osztrák labdarúgó-játékvezetők listája
Az alábbi lista a nevezetes osztrák labdarúgó-játékvezetők nevét tartalmazza.
| Ábécé szerinti tartalomjegyzék                      |
| --------------------------------------------------- |
| A B C D E F G H I J K L M N O P Q R S T U V W X Y Z |

## B
- Johan Beck (?–?) nemzetközi játékvezető
- Günter Benkö (1955–) nemzetközi játékvezető
- Alois Beranek (1900–1983) nemzetközi játékvezető
- Erwin Braun (1895–1986) nemzetközi játékvezető
- Bernhard Brugger (1966–) nemzetközi játékvezető
- Horst Brummeier (1945–) nemzetközi játékvezető
- Josef Bucek (1933–) nemzetközi játékvezető

## C
- Karl Czerny (1904–?) nemzetközi játékvezető

## D
- Dietmar Drabek (1965–) nemzetközi játékvezető

## E
- Thomas Einwaller (1977–) nemzetközi játékvezető

## F
- Heinz Fahnler (1942–2008) nemzetközi játékvezető, újságíró
- Hubert Forstinger (1946–) nemzetközi játékvezető
- Hans Frankenstein (1895–1976) nemzetközi játékvezető
- Geo Fuchs (1856–1905) nemzetközi játékvezető

## G
- Emil Göbel (1892–1939) nemzetközi játékvezető
- Gerd Grabher (1953–) nemzetközi játékvezető
- Alfred Grill (1910–1990) nemzetközi játékvezető

## H
- Alfred Haberfellner (1925–?) nemzetközi játékvezető
- Alexander Harkam (1981–) nemzetközi játékvezető
- Tanja Hausott (1974–) nemzetközi játékvezető
- Erwin Hieger (1920–2016) nemzetközi játékvezető
- Theodor Holley (1876–1918) nemzetközi játékvezető
- Heinz Holzmann (1945–) nemzetközi játékvezető

## K
- Karl Kainer (1915–2006) nemzetközi játékvezető
- Gerhard Kapl (1946–2011) nemzetközi játékvezető
- Friedrich Kaupe (1943–) nemzetközi játékvezető
- Helmut Kohl (1943–1991) nemzetközi játékvezető

## L
- Franz Latzin (1943–2019) nemzetközi játékvezető
- Erich Linemayr (1933–2016) nemzetközi játékvezető
- Gerald Losert (1943–) nemzetközi játékvezető

## M
- Ferdinand Marschall (1924–2006) nemzetközi játékvezető
- Adolf Mathias (1938–2021) nemzetközi játékvezető
- Friedrich Mayer (1909–1984) nemzetközi játékvezető
- Hugo Meisl (1981–1937) nemzetközi játékvezető, edző, szövetségi kapitány, sportvezető
- Stefan Meßner (1964–) nemzetközi játékvezető
- Adolf Miesz (1888–1955) nemzetközi játékvezető

## P
- Konrad Plautz (1964–) nemzetközi játékvezető
- Heinrich Plhak (1894–1957) nemzetközi játékvezető
- Josef Preßler (1885–) nemzetközi játékvezető

## R
- Heinrich Retschury (1887–1944) nemzetközi játékvezető, edző, sportvezető

## S
- Paul Schiller (1928–2023) nemzetközi játékvezető
- Hans Schmidt (1881–?) nemzetközi játékvezető
- Wilhelm Schmieger (1881–1950) nemzetközi játékvezető, sportriporter
- Robert Schörgenhofer (1977–) nemzetközi játékvezető
- Manfred Schüttengruber (1960–) nemzetközi játékvezető
- Robert Sedlacek (1955–) nemzetközi játékvezető
- Max Seemann (1892–1939) nemzetközi játékvezető
- Friedrich Seipelt (1915–1985) nemzetközi játékvezető
- Wolfgang Sowa (1960–) nemzetközi játékvezető
- Roman Steindl (1948–) nemzetközi játékvezető
- Erich Steiner (1920–1971) nemzetközi játékvezető
- Josef Stoll (1915–1994) nemzetközi játékvezető
- Fritz Stuchlik (1966–) nemzetközi játékvezető

## W
- Alfred Wieser (1956–) nemzetközi játékvezető
- Dimitris Wlachojanis (1923–2008) nemzetközi játékvezető
- Franz Wöhrer (1939–) nemzetközi játékvezető

## Z
- Joseph Zwicker (1886–?) nemzetközi játékvezető